# Национальный театр Исландии
Национальный театр Исландии (исл. Þjóðleikhúsið, англ. National Theatre of Iceland) — музыкальный театр в Рейкьявике, открытый в 1950 году.
Финансируется за счет собственных средств (25 %) и из государственного бюджета (75 %).

## История
В 1873 году драматург Индриди Эйнарссон впервые выдвинул идею строительства а Исландии Национального театра в своём письме художнику Сигюрдюру Гвюдмюндссону, который работал костюмером и создавал театральные декорации. Затем Индрини Эйнарссон официально изложил свои идеи в 1905 году в журнале Skírnir. В 1922 году правительство решило ввести налог на развлечения для сбора средств на строительство театра, который был введён в Исландии в следующем году. В 1925 году созданный строительный комитет представил первые чертежи, а архитектор Гвюдьоун Самуельссон спроектировал здание.

## Здание театра

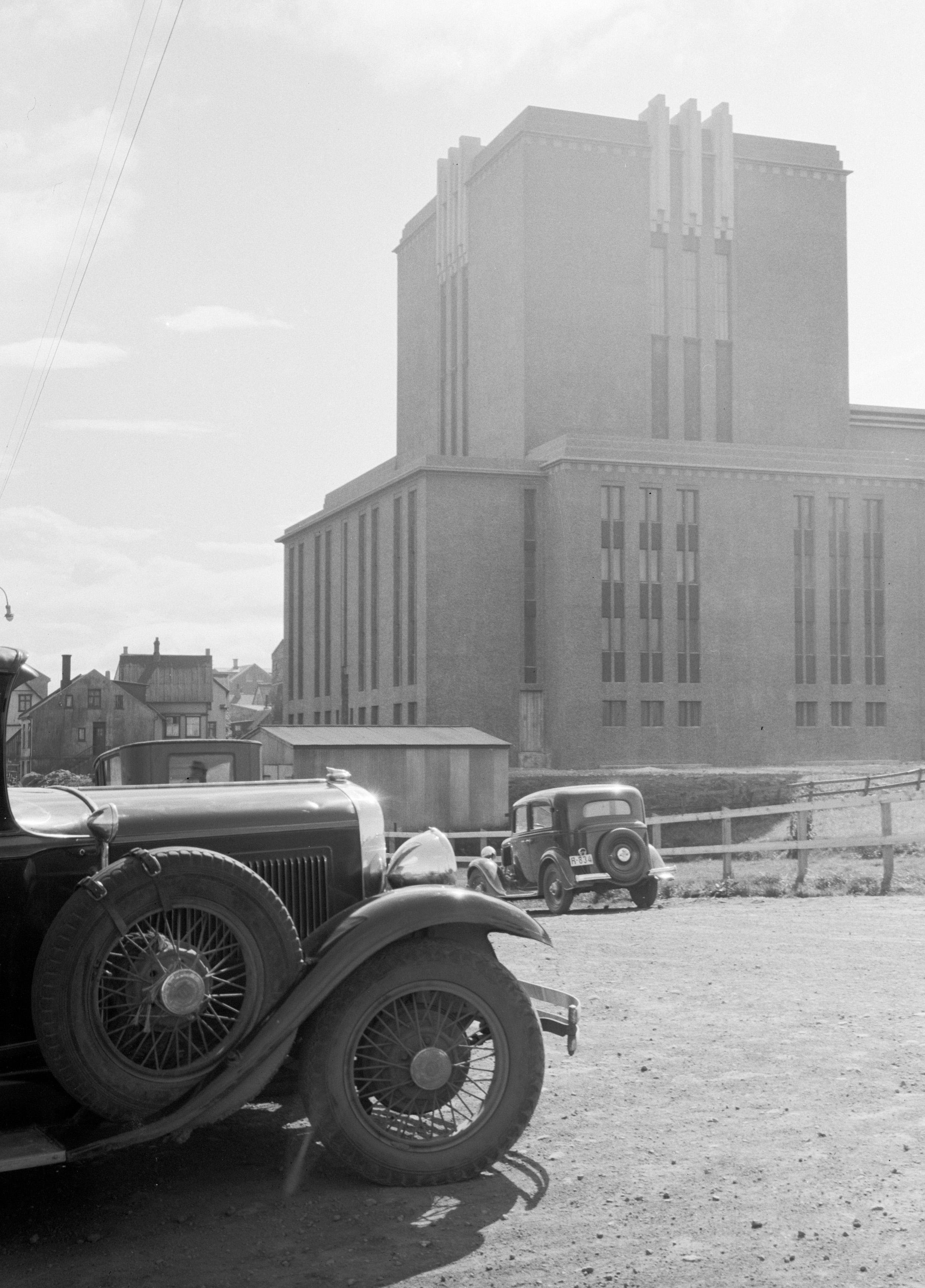
Здание театра в 1934 году

В 1929 году был заложен фундамент здания, и в течение следующих двух лет возводились стены нового театра. В 1932 году правительство упразднило налог на развлечения, и строительство до 1941 года существенно сократилось. Оно продолжалось ещё некоторое время, пока здание не было занято британской армией, которая использовала его как военный арсенал. После того, как британцы покинули здание, была проделана большая работа, чтобы его снова переоборудовать в качестве театрального. Официальное торжественное открытие Национального театра Исландии состоялось 20 апреля 1950 года.
Первым спектаклем, поставленным в Национальном театре стала пьеса «Новогодняя ночь» (Nýjársnóttin, 1871, переписанная для постановки Рейкьявикским театральным обществом в 1907) Индриди Эйнарссона.
Вначале в театре была одна вращающаяся сцена, которая до сих пор используется почти в неизменном виде. В большом зале было два балкона. В 1968 году была построена театральная мастерская и в эти же годы была открыта меньшая сцена. В 1990 году здание театра претерпело реконструкцию, мастерская была преобразована в дополнительный зал. В 2006—2007 годах был произведён ремонт крыши и фасада здания. На тот момент в театре существовали три сцены: большая сцена на 445—499 человек, средняя на 140 мест и малая на 100 мест.

## Деятельность
Каждый сезон театр представляет около тридцати спектаклей (новые постановки, повторные премьеры, совместные постановки и гастроли), включающих разнообразный репертуар от новых исландских произведений, до исландской и зарубежной классики. Также здесь показывают мюзиклы, танцевальные произведения, представления кукольного театра и другие постановки. Национальный театр часто гастролирует со своими постановками по Исландии и за границей, участвует в международных фестивалях.
В театре на постоянной основе работают около 35 актёров, имеются собственные мастерские по изготовлению декораций, костюмов и париков. В настоящее время в Национальном театре Исландии имеется пять отдельных площадок: сцены Stóra svidid (500 мест) и Kassinn (130 мест), малая сцена для детей Kúlan (80 мест), экспериментальное пространство Loftið (70 мест), театральный клуб Leikhúskjallarinn (100—120 мест). Работает ресторан и небольшой театральный книжный магазин.
С 2020 года руководителем театра является Магнус Гейр Тоурдарсон.